# 非常可樂
非常可樂（英語：Future Cola）是浙江杭州娃哈哈所生產的可乐，属娃哈哈集团旗下商标。在美国以“中国可乐”（China Cola）之名发售。

## 历史
于1998年推出的非常可樂頗受中國媒體注目，視此為中國民族企業挑戰美國可口可樂及百事可樂公司的舉動，因而引起廣泛的報道。自1998年5月投產後，非常可樂亦利用民族情感推銷產品，其口號為「非常可樂，中國人自己的可樂」，但為避免與兩大可樂集團正面交鋒，非常可樂集中在中西部市場及農村等遍遠地銷售，該年佔中國微碳酸飲品市場的12%。套用宗慶后的話：「一級城市是可口可樂與百事可樂的天下，我們與他們正面交鋒肯定會失敗。所以非常可樂避開風頭，轉而搶佔了二三級市場。」1999年，娃哈哈宣布签约庾澄庆成为非常可樂的代言人，其广告歌《亮出自己》中的歌词“年轻没有失败，只要亮出你自己”一度成为当年流行语。
2003年，非常可樂年產銷量為62萬噸，是可口可樂在中國銷量的35%，和百事可樂在中國銷量的70%。2004年的娃哈哈開始擴大在城市的宣傳，但非常可樂仍倚重農村市場。
在2005年到2006年的巅峰时期，非常可乐曾在中国碳酸饮料市场占据15%的份额，尤其在二三线城市，市场份额一度高达30%。然而，中国的碳酸饮料工业起步较晚，设备和技术上难敌百事可乐和可口可乐等大品牌。
娃哈哈在2021年12月底发布了"四大举措"，旨在用AD钙奶和非常可乐两大IP推动品牌年轻化，打造娃哈哈的明星单品，这也使非常可乐成为娃哈哈战略方向的重要组成部分。
2022虎年央视春晚，非常可乐作为指定饮品出现在春晚观众席上。